# Santo António na literatura e na arte portuguesas
Santo António na literatura e na arte portuguesas é uma monografia de 30 páginas da autoria de Júlio Eduardo dos Santos, publicada pela Câmara Municipal de Lisboa, retirada da Conferência proferida no salão nobre dos Paços do Concelho do município de Lisboa, em junho de 1935. Trata-se do nº 7 da coleção municipal "Publicações dos anais das Bibliotecas, Museus e Arquivo Histórico Municipais".